# Austis
Austis (Aùstis in sardo) è un comune di 719 abitanti della provincia di Nuoro, in Sardegna. Si trova quasi nel centro esatto dell'isola.

## Origini del nome
Il toponimo Austis deriva dal latino Augustis o Forum Augusti, insediamento romano di età imperiale.

## Storia
Il suo territorio abitato fin da tempi lontanissimi, è ricco di testimonianze di frequentazioni umane risalenti all'età del bronzo (1700 a.C.), tesi questa, confermata dall'archeologia della civiltà nuragica, nata e sviluppatasi in Sardegna, della quale i Nuraghi che costituiscono le sue vestigia più eloquenti sono considerati come i monumenti megalitici più grandi d'Europa.
Abitata probabilmente dalla tribù dei "Nurensi" o da quella dei "Celsitani del Gennargentu" che nel II secolo d.C. erano al comando dell'Esercito Imperiale Romano, Augustis, nasce urbanisticamente, come “stazzo”, luogo di stazionamento, in epoca romano-augustea lungo la strada che da “Caralis” l'attuale Cagliari portava a Olbia passando per “Forum Traiani”, oggi Fordongianus; fu una stazione militare romana contro le irruzioni dei barbaricini, ribelli a Roma e indipendenti, che Roma non riuscì mai a sottomettere del tutto.
Nel medioevo appartenne al Giudicato di Arborea, e fece parte della curatoria di Parte Barigadu (Barbariana - Porta di Barbagia).
Nel anno 1407 la “Curatoria di Austis” fa capo ai comuni di Teti e Tiana. Alla caduta del giudicato (1420) passò sotto il dominio aragonese e venne incorporato nella Signoria di Austis, feudo degli Amat. Dal 1607 al 1807 fece parte della prefettura di Sorgono. Nel 1839, con la soppressione del sistema feudale, il paese viene riscattato agli Amat per divenire un comune amministrato da un sindaco e da un consiglio comunale.
Nel 1845 passa alla prefettura di Busachi, e dal 1960 entra a far parte della XII comunità montana.
Le prime fonti di censimento ufficiali risalgono al 1861 – anno dell'Unità d'Italia – quando Austis contava 668 abitanti, una crescita costante la porta a raggiungere i 1482 nel 1961.
L'emigrazione degli anni sessanta, verso il Belgio, la Germania e la Francia, ma soprattutto quella degli anni successivi verso la Toscana è causa di un forte spopolamento, che porta a contare nell'anno 2017, 816 abitanti.

### Simboli
Lo stemma e il gonfalone del comune di Austis sono stati concessi con decreto del presidente della Repubblica del 29 ottobre 2012.
Il gonfalone è un drappo di giallo.

## Società

### Evoluzione demografica
Abitanti censiti

### Lingue e dialetti
La variante del sardo parlata ad Austis è riconducibile alla Limba de mesania.

## Amministrazione
| Periodo         | Periodo         | Primo cittadino      | Partito                           | Carica                | Note   |
| --------------- | --------------- | -------------------- | --------------------------------- | --------------------- | ------ |
| 23 aprile 1995  | 16 aprile 2000  | Piero Congiu         | Lista civica                      | Sindaco               | [ 7 ]  |
| 16 aprile 2000  | 8 maggio 2005   | Piero Congiu         | Centro                            | Sindaco               | [ 8 ]  |
| 8 maggio 2005   | 30 maggio 2010  | Lucia Chessa         | Lista civica                      | Sindaco               | [ 9 ]  |
| 30 maggio 2010  | 31 maggio 2015  | Lucia Chessa         | Lista civica: Amistade            | Sindaco               | [ 10 ] |
| 31 maggio 2015  | 1º agosto 2018  | Maria Domenica Porcu |                                   | Commissario regionale |        |
| 1º agosto 2018  | 26 ottobre 2020 | Alessandro Alciator  |                                   | Commissario regionale |        |
| 26 ottobre 2020 | in carica       | Benedetto Pitzeri    | Lista civica "Arbeschida austesa" | Sindaco               | [ 11 ] |